# 阿帕忒
阿帕忒（Apate）是“欺骗”的拟人化神，她是倪克斯的女儿，潘多拉宝盒中邪恶的精神之一。她在罗马神话中对应为福劳斯（Fraus）。